# 格利亞卡
格利亞卡是土耳其的城鎮，位於該國西北部，距離首都安卡拉250公里，由迪茲傑省負責管轄，主要經濟活動有農業、牧羊業和紡織業，2011年人口8,805。
40°46′37″N 30°59′45″E / 40.77694°N 30.99583°E